# Сирійські демократичні сили
Сирійські демократичні сили (СДС, також Демократичні сили Сирії або Сирійська демократична армія; араб. قوات سوريا الديمقراطية; курд. Hêzên Sûriya Demokratîk; сир. ܚܝ̈ܠܘܬܐ ܕܣܘܪܝܐ ܕܝܡܩܪܛܝܬܐ; англ. Syrian Democratic Forces, SDF) — військовий альянс в Сирії, утворений 10 жовтня 2015 року за підтримки міжнародної коаліції в Сирії, що очолюється США. Кістяк СДС становлять курдські загони самооборони (YPG і YPJ). До складу СДС також входять частини збройних загонів сирійської арабської опозиції, ассирійські та туркменські загони. Діє в північних районах Сирії.
Основними опонентами СДС є ісламістські та арабські націоналістичні повстанські групи, які беруть участь у громадянській війні, зокрема Сирійська національна армія, Аль-Каїда, ІДІЛ (до 2019), Туреччина та їх союзники. У березні 2019 року СДС оголосила про повну територіальну поразку ІДІЛ у Сирії, і СДС взяла під контроль останній оплот терористів.

## Історія
Основна заявлена мета альянсу — боротьба з «Ісламською державою». Створенню СДС передували спільні дії курдських загонів самооборони та частини помірної сирійської опозиції (Вільної сирійської армії) в ході операції «Вулкан Євфрату». Адміністрація США в рамках нової стратегії боротьби з ІДІЛ оголосила про підтримку альянсу.

### Групи підписантів
Такі групи підписали засновницький документ:
- Загони народної оборони (Yekîneyên Parastina Gel, YPG)
- Загони жіночої оборони (Yekîneyên Parastina Jin, YPJ)
- Сили аль-Санадід[en]
- Сирійська військова рада[en] (Mawtbo Fulhoyo Suryoyo, MFS)
- Революційна бригада Ракки[en]
- Буркан аль-Фурат[en]
- Джейш ат-Тувар (Jaysh al-Thuwar, JAT)